# Дарем, Дэвид Энтони
Дэвид Энтони Дарем (англ. David Anthony Durham, род. 23 марта 1969 года) — американский писатель, автор исторической фантастики и фэнтези.

## Биография
В детстве Дарем несколько лет провел в Шотландии. В 1996 году окончил Мэрилендский университет в Колледж-Парке, получив диплом магистра искусств.

## Премии и награды
- Zora Neale Hurston/Richard Wright Fiction Award (1999)
- Премия Джона В. Кэмпбелла лучшему новому писателю-фантасту (2009)[1]